# Dialecte de Meixian
Le dialecte de Meixian ou Moiyen (chinois simplifié : 梅县话 ; chinois traditionnel : 梅縣話 ; pinyin : méixiàn huà ; API : moi jan fa) est un dialecte de la langue hakka principalement parlé dans le xian de Mei (qui donne le nom de Meixian), au sein de la ville-préfecture de Meizhou, à l'Est de la province du Guangdong.